# 83D/Russell
La cometa Russell 1, formalmente 83D/Russell, è una cometa periodica appartenente alla famiglia delle comete gioviane. Attualmente riveste lo status di cometa perduta non essendo stata  più osservata dal 1985 ai successivi passaggi al perielio che avrebbero dovuto avvenire il 4 gennaio 1991, il 26 agosto 1998, il 7 aprile 2006 ed il 5 novembre 2013  questo è probabilmente dovuto al fatto che la cometa, secondo i calcoli di Kazuo Kinoshita è passata il 10 agosto 1988 a sole 0,0486 UA, pari a circa 7,5 milioni di km dal pianeta Giove, fatto che ne ha cambiato l'orbita, la cometa ha anche una MOID molto piccola col pianeta Marte.